# Golden Globe-díj a legjobb minisorozatnak, antológiasorozatnak vagy tévéfilmnek
A legjobb minisorozatnak, antológiasorozatnak vagy tévéfilmnek járó Golden Globe-díjat a Hollywood Foreign Press Association adja át, az 1972-ben megtartott 29. Golden Globe-gála óta. A díjjal eleinte csak a televíziós filmeket értékelték, később a limitált/minisorozatok is indulhattak érte.

## Győztesek és jelöltek
Győztes mű

### 1970-es évek
| Év                                                              | Cím                                | Adó                     |                         |                         |                         |                         |                    |
| Legjobb televíziós film                                         | Legjobb televíziós film            | Legjobb televíziós film | Legjobb televíziós film | Legjobb televíziós film | Legjobb televíziós film | Legjobb televíziós film |                    |
| 1971 29. gála                                                   |                                    |                         |                         |                         |                         |                         |                    |
| --------------------------------------------------------------- | ---------------------------------- | ----------------------- | ----------------------- | ----------------------- | ----------------------- | ----------------------- | ------------------ |
| 1971 29. gála                                                   | A hófehér vadliba (The Snow Goose) | NBC                     |                         |                         |                         |                         |                    |
| 1971 29. gála                                                   | Brian's Song                       | ABC                     |                         |                         |                         |                         |                    |
| 1971 29. gála                                                   | Párbaj (Duel)                      | ABC                     |                         |                         |                         |                         |                    |
| 1971 29. gála                                                   | The Homecoming: A Christmas Story  | CBS                     |                         |                         |                         |                         |                    |
| 1971 29. gála                                                   | The Last Child                     | ABC                     |                         |                         |                         |                         |                    |
| 1972 30. gála                                                   |                                    |                         |                         |                         |                         |                         |                    |
| That Certain Summer                                             | ABC                                |                         |                         |                         |                         |                         |                    |
| Footsteps                                                       | CBS                                |                         |                         |                         |                         |                         |                    |
| Kung Fu                                                         | ABC                                |                         |                         |                         |                         |                         |                    |
| Üvegház (The Glass House)                                       | CBS                                |                         |                         |                         |                         |                         |                    |
| A War of Children                                               | CBS                                |                         |                         |                         |                         |                         |                    |
| 1973 (31. gála)                                                 | Nem adtak át díjat                 | Nem adtak át díjat      | Nem adtak át díjat      | Nem adtak át díjat      | Nem adtak át díjat      | Nem adtak át díjat      | Nem adtak át díjat |
| 1974 (32. gála)                                                 | Nem adtak át díjat                 | Nem adtak át díjat      | Nem adtak át díjat      | Nem adtak át díjat      | Nem adtak át díjat      | Nem adtak át díjat      | Nem adtak át díjat |
| 1975 (33. gála)                                                 |                                    |                         |                         |                         |                         |                         |                    |
| Babe                                                            | CBS                                |                         |                         |                         |                         |                         |                    |
| Guilty Or Innocent: The Sam Sheppard Murder Case                | NBC                                |                         |                         |                         |                         |                         |                    |
| A Home of Our Own                                               | CBS                                |                         |                         |                         |                         |                         |                    |
| The Legend of Lizzie Borden                                     | ABC                                |                         |                         |                         |                         |                         |                    |
| Sweet Hostage                                                   | ABC                                |                         |                         |                         |                         |                         |                    |
| 1976 (34. gála)                                                 |                                    |                         |                         |                         |                         |                         |                    |
| Eleanor and Franklin                                            | ABC                                |                         |                         |                         |                         |                         |                    |
| Amelia Earhart                                                  | NBC                                |                         |                         |                         |                         |                         |                    |
| Francis Gary Powers: The True Story of the U-2 Spy Incident     | NBC                                |                         |                         |                         |                         |                         |                    |
| I Want to Keep My Baby!                                         | CBS                                |                         |                         |                         |                         |                         |                    |
| A Lindbergh bébi elrablása (The Lindbergh Kidnapping Case)      | NBC                                |                         |                         |                         |                         |                         |                    |
| Sybil                                                           | NBC                                |                         |                         |                         |                         |                         |                    |
| 1977 (35. gála)                                                 |                                    |                         |                         |                         |                         |                         |                    |
| Támadás Entebbe-nél (Raid on Entebbe)                           | NBC                                |                         |                         |                         |                         |                         |                    |
| Just a Little Inconvenience                                     | NBC                                |                         |                         |                         |                         |                         |                    |
| Mary Jane Harper Cried Last Night                               | CBS                                |                         |                         |                         |                         |                         |                    |
| Mary White                                                      | ABC                                |                         |                         |                         |                         |                         |                    |
| Something for Joey                                              | CBS                                |                         |                         |                         |                         |                         |                    |
| 1978 (36. gála)                                                 |                                    |                         |                         |                         |                         |                         |                    |
| A Family Upside Down                                            | NBC                                |                         |                         |                         |                         |                         |                    |
| Először megtanulsz sírni (First, You Cry)                       | CBS                                |                         |                         |                         |                         |                         |                    |
| Little Women                                                    | NBC                                |                         |                         |                         |                         |                         |                    |
| A Question of Love                                              | ABC                                |                         |                         |                         |                         |                         |                    |
| The Bastard                                                     | OPT                                |                         |                         |                         |                         |                         |                    |
| The Immigrants                                                  | OPT                                |                         |                         |                         |                         |                         |                    |
| Ziegfeld: The Man and His Women                                 | NBC                                |                         |                         |                         |                         |                         |                    |
| 1979 (37. gála)                                                 |                                    |                         |                         |                         |                         |                         |                    |
| Nyugaton a helyzet változatlan (All Quiet on the Western Front) | CBS                                |                         |                         |                         |                         |                         |                    |
| Elvis                                                           | ABC                                |                         |                         |                         |                         |                         |                    |
| Halálos véletlen (Friendly Fire)                                | ABC                                |                         |                         |                         |                         |                         |                    |
| Like Normal People                                              | ABC                                |                         |                         |                         |                         |                         |                    |
| The Miracle Worker                                              | NBC                                |                         |                         |                         |                         |                         |                    |

### 1980-as évek
| Év                                | Magyar cím                                      | Eredeti cím             | Adó |
| 1980 38. gála                     |                                                 |                         |     |
| --------------------------------- | ----------------------------------------------- | ----------------------- | --- |
| 1980 38. gála                     |                                                 | The Shadow Box          | ABC |
| 1980 38. gála                     | Anna Frank naplója                              | The Diary of Anne Frank | NBC |
| 1980 38. gála                     |                                                 | The Ordeal of Dr. Mudd  | CBS |
| 1980 38. gála                     | Playing for Time                                |                         | CBS |
| 1980 38. gála                     | Két város története                             | A Tale of Two Cities    | CBS |
| 1981 39. gála                     |                                                 |                         |     |
|                                   | Bill                                            | CBS                     |     |
| Édentől keletre                   | East of Eden                                    | ABC                     |     |
|                                   | Masada                                          | ABC                     |     |
| Végre otthon                      | A Long Way Home                                 | ABC                     |     |
|                                   | Murder in Texas                                 | NBC                     |     |
| 1982 40. gála                     |                                                 |                         |     |
| Utolsó látogatás                  | Brideshead Revisited                            | PBS                     |     |
|                                   | Eleanor, First Lady of the World                | CBS                     |     |
| Idegenekre bízva                  | In the Custody of Strangers                     | ABC                     |     |
|                                   | Two of a Kind                                   | CBS                     |     |
|                                   | A Woman Called Golda                            | CBS                     |     |
| 1983 41. gála                     |                                                 |                         |     |
| Tövismadarak                      | The Thorn Birds                                 | ABC                     |     |
|                                   | Heart of Steel                                  | ABC                     |     |
|                                   | Kennedy                                         | NBC                     |     |
| Szeressétek a gyermekeimet!       | Who Will Love My Children?                      | ABC                     |     |
| Forrongó világ                    | The Winds of War                                | ABC                     |     |
| 1984 42. gála                     |                                                 |                         |     |
| Apa és leánya                     | Something About Amelia                          | ABC                     |     |
| Tűzfészek                         | The Burning Bed                                 | NBC                     |     |
|                                   | The Dollmaker                                   | ABC                     |     |
|                                   | Sakharov                                        | HBO                     |     |
| A vágy villamosa                  | A Streetcar Named Desire                        | ABC                     |     |
| 1985 43. gála                     |                                                 |                         |     |
|                                   | The Jewel in the Crown                          | PBS                     |     |
|                                   | Amos                                            | CBS                     |     |
| Az ügynök halála                  | Death of a Salesman                             | CBS                     |     |
|                                   | Do You Remember Love?                           | CBS                     |     |
| Korai tél                         | An Early Frost                                  | NBC                     |     |
| 1986 44. gála                     |                                                 |                         |     |
| Az ígéret                         | Promise                                         | CBS                     |     |
| Anasztázia                        | Anastasia: The Mystery of Anna                  | NBC                     |     |
| Boldog Karácsonyt, Mrs. Kingsley! | Christmas Eve                                   | NBC                     |     |
|                                   | Nobody's Child                                  | CBS                     |     |
| Nagy Péter                        | Peter the Great                                 | NBC                     |     |
|                                   | Unnatural Causes                                | NBC                     |     |
| 1987 45. gála                     |                                                 |                         |     |
| Szökés Sobiborból                 | Escape from Sobibor                             | CBS                     |     |
| Szegény kis gazdag lány           | Poor Little Rich Girl: The Barbara Hutton Story | NBC                     |     |
|                                   | After the Promise                               | CBS                     |     |
|                                   | Echoes in the Darkness                          | CBS                     |     |
|                                   | Foxfire                                         | CBS                     |     |
| 1988 46. gála                     |                                                 |                         |     |
|                                   | War and Remembrance                             | ABC                     |     |
|                                   | Hemingway                                       | szindikált              |     |
| Hasfelmetsző Jack                 | Jack the Ripper                                 | CBS                     |     |
|                                   | The Murder of Mary Phagan                       | NBC                     |     |
| A Tizedik                         | The Tenth Man                                   | CBS                     |     |
| 1989 47. gála                     |                                                 |                         |     |
| Texasi krónikák: Lonesome Dove    | Lonesome Dove                                   | CBS                     |     |
|                                   | I Know My First Name is Steven                  | NBC                     |     |
| A nevem Bill W.                   | My Name Is Bill W.                              | CBS                     |     |
|                                   | Roe vs. Wade                                    | NBC                     |     |
|                                   | Small Sacrifices                                | ABC                     |     |

### 1990-es évek
| Év                                                | Magyar cím                                           | Eredeti cím                   | Adó |
| 1990 48. gála                                     |                                                      |                               |     |
| ------------------------------------------------- | ---------------------------------------------------- | ----------------------------- | --- |
| 1990 48. gála                                     | A kitüntetés napja                                   | Decoration Day                | NBC |
| 1990 48. gála                                     | Caroline                                             | Caroline?                     | CBS |
| 1990 48. gála                                     | Kémek családja                                       | Family of Spies               | CBS |
| 1990 48. gála                                     | Az operaház fantomja                                 | The Phantom of the Opera      | NBC |
| 1990 48. gála                                     |                                                      | The Kennedys of Massachusetts | ABC |
| 1991 49. gála                                     |                                                      |                               |     |
| Elfújja a szél                                    | One Against the Wind                                 | ABC                           |     |
| Egy gyermek ára                                   | In a Child's Name                                    | CBS                           |     |
| Feleség kerestetik                                | Sarah, Plain and Tall                                | CBS                           |     |
|                                                   | Separate but Equal                                   | ABC                           |     |
|                                                   | The Josephine Baker Story                            | HBO                           |     |
| 1992 50. gála                                     |                                                      |                               |     |
|                                                   | Sinatra                                              | CBS                           |     |
| Egy elhibázott élet                               | Citizen Cohn                                         | HBO                           |     |
| Drágakövek                                        | Jewels                                               | NBC                           |     |
| Miss Rose White                                   | Miss Rose White                                      | NBC                           |     |
| Sztálin                                           | Stalin                                               | HBO                           |     |
| 1993 51. gála                                     |                                                      |                               |     |
| A füstbement terv                                 | Barbarians at the Gate                               | HBO                           |     |
| Columbo: Nehéz ügy                                | Columbo: It's All in the Game                        | ABC                           |     |
| És a zenekar játszik tovább…                      | And the Band Played On                               | HBO                           |     |
|                                                   | Gypsy                                                | CBS                           |     |
| Heidi                                             | Heidi                                                | Disney                        |     |
| 1994 52. gála                                     |                                                      |                               |     |
| Lassú tűzön                                       | The Burning Season                                   | HBO                           |     |
| Bátorságpróba                                     | White Mile                                           | HBO                           |     |
| A Harmadik Birodalom                              | Fatherland                                           | HBO                           |     |
| Roswell                                           | Roswell                                              | Showtime                      |     |
|                                                   | The Return of the Native                             | BBC                           |     |
| 1995 53. gála                                     |                                                      |                               |     |
| Megbélyegezve: A McMartin-per                     | Indictment: The McMartin Trial                       | HBO                           |     |
| Ha hallgattál volna                               | Serving in Silence: The Margarethe Cammermeyer Story | NBC                           |     |
|                                                   | The Heidi Chronicles                                 | TNT                           |     |
|                                                   | Truman                                               | HBO                           |     |
| X polgártárs                                      | Citizen X                                            | HBO                           |     |
| 1996 54. gála                                     |                                                      |                               |     |
| Raszputyin                                        | Rasputin: Dark Servant of Destiny                    | HBO                           |     |
| Az évszázad bűnesete (A Lindbergh bébi elrablása) | Crime of the Century                                 | HBO                           |     |
| Gotti                                             | Gotti                                                | HBO                           |     |
| Ha a falak beszélni tudnának                      | If These Walls Could Talk                            | HBO                           |     |
|                                                   | Hidden in America                                    | Showtime                      |     |
|                                                   | Losing Chase                                         | Showtime                      |     |
| 1997 55. gála                                     |                                                      |                               |     |
| George Wallace                                    | George Wallace                                       | TNT                           |     |
|                                                   | Don King: Only in America                            | HBO                           |     |
| Miss Evers fiai                                   | Miss Evers' Boys                                     | HBO                           |     |
| Odüsszeusz                                        | The Odyssey                                          | NBC                           |     |
| Tizenkét dühös ember                              | 12 Angry Men                                         | Showtime                      |     |
| 1998 56. gála                                     |                                                      |                               |     |
| A végtelen szerelmesei – Az Apolló-program        | From the Earth to the Moon                           | HBO                           |     |
| Egy gyermek kálváriája                            | The Baby Dance                                       | Showtime                      |     |
| Kifutó a semmibe                                  | Gia                                                  | HBO                           |     |
| Merlin                                            | Merlin                                               | NBC                           |     |
| A Temptations                                     | The Temptations                                      | NBC                           |     |
| 1999 57. gála                                     |                                                      |                               |     |
| Az aranypolgár születése                          | RKO 281                                              | HBO                           |     |
|                                                   | Dash and Lilly                                       | A&E                           |     |
| Fekete csillag                                    | Introducing Dorothy Dandridge                        | HBO                           |     |
| Szent Johanna                                     | Joan of Arc                                          | CBS                           |     |
| Tanúvédelem                                       | Witness Protection                                   | HBO                           |     |

### 2000-es évek
| Év                                      | Magyar cím                                | Eredeti cím                                    | Adó      |
| 2000 58. gála                           |                                           |                                                |          |
| --------------------------------------- | ----------------------------------------- | ---------------------------------------------- | -------- |
| 2000 58. gála                           | Tiltott képek                             | Dirty Pictures                                 | Showtime |
| 2000 58. gála                           | Bombabiztos                               | Fail Safe                                      | CBS      |
| 2000 58. gála                           | A legendás trombitás                      | For Love or Country: The Arturo Sandoval Story | HBO      |
| 2000 58. gála                           | Nürnberg                                  | Nuremberg                                      | TNT      |
| 2000 58. gála                           | Veszélyes jövő                            | On the Beach                                   | Showtime |
| 2001 59. gála                           |                                           |                                                |          |
| Az elit alakulat                        | Band of Brothers                          | HBO                                            |          |
| Anne Frank igaz története               | Anne Frank: The Whole Story               | ABC                                            |          |
| Fekete angyal                           | Wit                                       | HBO                                            |          |
| Judy Garland: Én és az árnyékaim        | Life with Judy Garland: Me and My Shadows | ABC                                            |          |
| Az összeesküvés                         | Conspiracy                                | HBO                                            |          |
| 2002 60. gála                           |                                           |                                                |          |
| Gomolygó viharfelhők                    | The Gathering Storm                       | HBO                                            |          |
| Élőben Bagdadból                        | Live from Baghdad                         | HBO                                            |          |
| Háború a háborúról                      | Path to War                               | HBO                                            |          |
| Harmadik típusú emberrablások           | Taken                                     | Sci-Fi                                         |          |
|                                         | Shackleton                                | A&E                                            |          |
| 2003 61. gála                           |                                           |                                                |          |
| Angyalok Amerikában                     | Angels in America                         | HBO                                            |          |
| Meghasonlás                             | Normal                                    | HBO                                            |          |
|                                         | Soldier's Girl                            | Showtime                                       |          |
| Tavasz Rómában                          | The Roman Spring of Mrs. Stone            | Showtime                                       |          |
| Túlélők háza                            | My House in Umbria                        | HBO                                            |          |
| 2004 62. gála                           |                                           |                                                |          |
| Peter Sellers élete és halála           | The Life and Death of Peter Sellers       | HBO                                            |          |
| Amerikai család                         | American Family                           | PBS                                            |          |
| Egy csoda teremtése                     | Something the Lord Made                   | HBO                                            |          |
| Az oroszlán télen                       | The Lion in Winter                        | Showtime                                       |          |
| Vasakaratú angyalok                     | Iron Jawed Angels                         | HBO                                            |          |
| 2005 63. gála                           |                                           |                                                |          |
| A múlt fogságában                       | Empire Falls                              | HBO                                            |          |
|                                         | Blackpool                                 | BBC                                            |          |
|                                         | Into the West                             | TNT                                            |          |
|                                         | Lackawanna Blues'                         | HBO                                            |          |
| Sleeper Cell – Terroristacsoport        | Sleeper Cell                              | Showtime                                       |          |
|                                         | Warm Springs                              | HBO                                            |          |
| 2006 64. gála                           |                                           |                                                |          |
| Elizabeth                               | Elizabeth I                               | HBO                                            |          |
| Első számú gyanúsított                  | Prime Suspect: The Final Act              | ITV                                            |          |
| Mrs. Harris                             | Mrs. Harris                               | HBO                                            |          |
| Pusztaház örökösei                      | Bleak House                               | BBC One                                        |          |
| A szabadság útján                       | Broken Trail                              | AMC                                            |          |
| 2007 65. gála                           |                                           |                                                |          |
|                                         | Longford                                  | HBO                                            |          |
| A Cég – A CIA regénye                   | The Company                               | TNT                                            |          |
| Hatalmi játszmák                        | The State Within                          | BBC One                                        |          |
| Öt nap                                  | Five Days                                 | HBO / BBC Two                                  |          |
| Wounded Knee-nél temessétek el a szívem | Bury My Heart at Wounded Knee             | HBO                                            |          |
| 2008 66. gála                           |                                           |                                                |          |
| John Adams                              | John Adams                                | HBO                                            |          |
| Bernard és Doris                        | Bernard and Doris                         | HBO                                            |          |
|                                         | Cranford                                  | PBS                                            |          |
| Küzdelmes élet                          | A Raisin in the Sun                       | ABC                                            |          |
| Újraszámlálás                           | Recount                                   | HBO                                            |          |
| 2009 67. gála                           |                                           |                                                |          |
| Két nő – egy ház                        | Grey Gardens                              | HBO                                            |          |
| Churchill háborúja                      | Into the Storm                            | HBO                                            |          |
|                                         | Georgia O'Keeffe                          | Lifetime                                       |          |
| Kis Dorrit                              | Little Dorrit                             | PBS                                            |          |
| A lélek útja                            | Taking Chance                             | HBO                                            |          |

### 2010-es évek
| Év                                         | Magyar cím                                                | Eredeti cím              | Adó      |
| 2010 (68. gála)                            |                                                           |                          |          |
| ------------------------------------------ | --------------------------------------------------------- | ------------------------ | -------- |
| 2010 (68. gála)                            |                                                           | Carlos                   | Sundance |
| 2010 (68. gála)                            | Dr. Halál                                                 | You Don't Know Jack      | HBO      |
| 2010 (68. gála)                            | A katedrális                                              | The Pillars of the Earth | Starz    |
| 2010 (68. gála)                            | Temple Grandin                                            | Temple Grandin           | HBO      |
| 2010 (68. gála)                            | The Pacific – A hős alakulat                              | The Pacific              | HBO      |
| 2011 (69. gála)                            |                                                           |                          |          |
| Downton Abbey                              | Downton Abbey                                             | PBS                      |          |
| Cinéma vérité                              | Cinema Verite                                             | HBO                      |          |
|                                            | Mildred Pierce                                            | HBO                      |          |
|                                            | The Hour                                                  | BBC Two                  |          |
| Válság a Wall Streeten                     | Too Big to Fail                                           | HBO                      |          |
| 2012 (70. gála)                            |                                                           |                          |          |
| Versenyben az elnökségért                  | Game Change                                               | HBO                      |          |
| A Hatfield-McCoy viszály                   | Hatfields & McCoys                                        | History                  |          |
| Hitchcock és Tippi Hedren                  | The Girl                                                  | HBO                      |          |
|                                            | Political Animals                                         | USA                      |          |
|                                            | The Hour                                                  | BBC Two                  |          |
| 2013 (71. gála)                            |                                                           |                          |          |
| Túl a csillogáson                          | Behind the Candelabra                                     | HBO                      |          |
| Amerikai Horror Story: Boszorkányok        | American Horror Story: Coven                              | FX                       |          |
|                                            | Dancing on the Edge                                       | BBC Two                  |          |
| A fehér királyné                           | The White Queen                                           | Starz                    |          |
| A tó tükre                                 | Top of the Lake                                           | Sundance                 |          |
| 2014 (72. gála)                            |                                                           |                          |          |
| Fargo                                      | Fargo                                                     | FX                       |          |
| Eltűntek                                   | The Missing                                               | Starz                    |          |
| Igaz szívvel                               | The Normal Heart                                          | HBO                      |          |
| Olive Kitteridge                           | Olive Kitteridge                                          | HBO                      |          |
| True Detective – A törvény nevében         | True Detective                                            | HBO                      |          |
| 2015 (73. gála)                            |                                                           |                          |          |
| Farkasbőrben                               | Wolf Hall                                                 | PBS                      |          |
| Amerikai Horror Story: Hotel               | American Horror Story: Hotel                              | FX                       |          |
| Bűnök és előítéletek                       | American Crime                                            | ABC                      |          |
| Fargo                                      | Fargo                                                     | FX                       |          |
| Kegyetlen tánc                             | Flesh and Bone                                            | Starz                    |          |
| 2016 (74. gála)                            |                                                           |                          |          |
| American Crime Story: Az O. J. Simpson-ügy | The People v. O. J. Simpson: American Crime Story         | FX                       |          |
| Aznap éjjel                                | The Night Of                                              | HBO                      |          |
| Bűnök és előítéletek                       | American Crime                                            | ABC                      |          |
| Éjszakai szolgálat                         | The Night Manager                                         | AMC                      |          |
| Az öltöztető                               | The Dresser                                               | BBC Two                  |          |
| 2017 (75. gála)                            |                                                           |                          |          |
| Hatalmas kis hazugságok                    | Big Little Lies                                           | HBO                      |          |
| Fargo                                      | Fargo                                                     | FX                       |          |
| A tettes                                   | The Sinner                                                | USA                      |          |
| A tó tükre                                 | Top of the Lake: China Girl                               | Sundance                 |          |
| Viszály                                    | Feud: Bette and Joan                                      | FX                       |          |
| 2018 (76. gála)                            |                                                           |                          |          |
|                                            | The Assassination of Gianni Versace: American Crime Story | FX                       |          |
| Egy nagyon angolos botrány                 | A Very English Scandal                                    | Amazon                   |          |
| Éles tárgyak                               | Sharp Objects                                             | HBO                      |          |
| Az elmeorvos                               | The Alienist                                              | TNT                      |          |
| Szökés Dannemorából                        | Escape at Dannemora                                       | Showtime                 |          |
| 2019 (77. gála)                            |                                                           |                          |          |
| Csernobil                                  | Chernobyl                                                 | HBO                      |          |
| A 22-es csapdája                           | Catch-22                                                  | Hulu                     |          |
| Fosse/Verdon                               | Fosse/Verdon                                              | FX                       |          |
| Hihetetlen                                 | Unbelievable                                              | Netflix                  |          |
| A legharsányabb hang                       | The Loudest Voice                                         | Showtime                 |          |

### 2020-as évek
| Év                                                   | Magyar cím                                 | Eredeti cím        | Adó                  |
| 2020 78. gála                                        |                                            |                    |                      |
| ---------------------------------------------------- | ------------------------------------------ | ------------------ | -------------------- |
| 2020 78. gála                                        | A vezércsel                                | The Queen's Gambit | Netflix              |
| 2020 78. gála                                        | Kis fejsze                                 | Small Axe          | Amazon Studios / BBC |
| 2020 78. gála                                        | A másik út                                 | Unorthodox         | Netflix              |
| 2020 78. gála                                        | Normális emberek                           | Normal People      | Hulu / BBC Three     |
| 2020 78. gála                                        | Tudhattad volna                            | The Undoing        | HBO                  |
| 2021 79. gála                                        |                                            |                    |                      |
| A föld alatti vasút                                  | The Underground Railroad                   | Amazon Prime Video |                      |
|                                                      | Impeachment: American Crime Story          | FX                 |                      |
| Dopesick                                             | Dopesick                                   | Hulu               |                      |
| Easttowni rejtélyek                                  | Mare of Easttown                           | HBO                |                      |
| Egy szobalány vallomása                              | Maid                                       | Netflix            |                      |
| 2022 80. gála                                        |                                            |                    |                      |
| A Fehér Lótusz                                       | The White Lotus                            | HBO                |                      |
| Fekete madár                                         | Black Bird                                 | Apple TV+          |                      |
| Jeffrey Dahmer – Szörnyeteg: A Jeffrey Dahmer-sztori | Dahmer – Monster: The Jeffrey Dahmer Story | Netflix            |                      |
| A kibukott                                           | The Dropout                                | Hulu               |                      |
| Pam és Tommy                                         | Pam & Tommy                                | Hulu               |                      |
| 2023 81. gála                                        |                                            |                    |                      |
| Balhé                                                | Beef                                       | Netflix            |                      |
|                                                      | Daisy Jones & the Six                      | Amazon Prime Video |                      |
| Fargo                                                | Fargo                                      | FX                 |                      |
| A láthatatlan fény                                   | All the Light We Cannot See                | Netflix            |                      |
| Minden kémia                                         | Lessons in Chemistry                       | Apple TV+          |                      |
| Útitársak                                            | Fellow Travelers                           | Showtime           |                      |
| 2024 82. gála                                        |                                            |                    |                      |
| Szarvasbébi                                          | Baby Reindeer                              | Netflix            |                      |
| Cáfolat                                              | Disclaimer                                 | Apple TV+          |                      |
| Szörnyetegek: A Lyle és Erik Menendez-sztori         | Monsters: The Lyle and Erik Menendez Story | Netflix            |                      |
| Pingvin                                              | The Penguin                                | HBO                |                      |
| Ripley                                               | Ripley                                     | Netflix            |                      |
| True Detective – A törvény nevében                   | True Detective                             | HBO                |                      |

## Fordítás
- Ez a szócikk részben vagy egészben  a   Golden Globe Award for Best Limited or Anthology Series or Television Film című angol Wikipédia-szócikk ezen változatának fordításán alapul.  Az eredeti cikk szerkesztőit annak laptörténete sorolja fel. Ez a jelzés csupán a megfogalmazás eredetét és a szerzői jogokat jelzi, nem szolgál a cikkben szereplő információk forrásmegjelöléseként.